# Martin Assogba
 (juillet 2024).
Pour les articles homonymes, voir Assogba.
Martin Assogba, de son vrai nom Martin Vihoutou Assogba, acteur de la société civile, défenseur des droits de l'Homme, et  président de l'association de lutte Contre le racisme, l’ethnocentrisme et le Régionalisme (ONG ALCRER).

## Biographie

### Formations
En juin 2013, il  représente le Bénin aux États-Unis pour une formation sur la prévention et la gestion des conflits en Afrique de l’Ouest sur invitation du gouvernement fédéral américain.

### Militantisme
Acteur de la société civile, Martin Assogba est le président de  l'association de lutte contre le racisme, l’ethnocentrisme et le régionalisme. Il s'est opposé à la gouvernance du président Boni Yayi et se fait militant contre l'impunité et la mal gouvernance au sommet de l'Etat et dans les services publics. En 2013, Martin Assogba souligne son opposition à toute révision de la constitution béninoise. Selon ses déclarations relayées par les journaux, il explique  que :« Le danger, ce n’est pas la non-révision des articles 42 et 44 ou autres. Mais, c’est la nouvelle République qu’on veut nous imposer qui est le piège à éviter »,.
Militant anti-corruption, il est victime de plusieurs tirs de balle près de son domicile à Ouèdo dans la commune d'Abomey-Calavi,,. Selon le procureur chargé du dossier, Appolinaire Dassi, « Le rapport d’expertise est clair, il s’agit d’un travail de professionnel qui a choisi d’utiliser une arme de fabrication artisanale pour masquer son crime ». Dans la foulée, il bénéficie  d’un rapatriement sanitaire en France, aux frais de l'Etat et revient au Bénin en février 2014. Le directeur général de la police nationale d'alors, Louis Philippe Houndégnon lie cette tentative d'assassinat à son implication dans une affaire domaniale avec certaines personnes alors que les rumeurs culpabilisent le pourvoir de Boni Yayi. Des présumés coupables ont été arrêtés puis relâchés pour insuffisances de preuves,.
En mai 2021, il est nommé membre au titre de la société civile à l’autorité de régulation des marchés publics au Bénin par le président Patrice Talon.

## Œuvres
En octobre 2018, il publie ses ouvrages intitulés Awa et Mandelà et le parcours d'un grand combattant.